# Gabriele Hoffmann (actrice)
Pour les articles homonymes, voir Gabriele Hoffmann et Hoffmann.
Gabriele Marianne Hoffmann, née le 10 octobre 1926 à Leipzig et morte le 1er mars 2019, est une actrice allemande.

## Biographie
Après avoir obtenu son diplôme de fin d'études secondaires, Gabriele Hoffmann suit des cours de théâtre avec Else Smitt, Martina Otto et Ludwig Anschütz (de)  et des cours de danse avec Mary Wigman, qui lui enseigne la danse expressionniste. Elle fait ses débuts en 1947 à Wurzen au Neuen Theater dans le rôle d'Elisabeth dans Die große Nummer. Pa la suite, elle a joué dans les théâtres municipaux de Stassfurt et Zittau ainsi qu'au Landesbühnen Sachsen (de) à Radebeul.
À Staßfurt, elle joue Recha dans Nathan le Sage, la pièce en cinq actes de Gotthold Ephraim Lessing et Eva dans La Cruche cassée (Der zerbrochene Krug) d'Heinrich von Kleist. À Zittau elle interprète Thekla dans Bürger Schippel de Carl Sternheim et la courtisane dans La Comédie des erreurs de William Shakespeare. Au Landesbühnen Sachsen (de) à Radebeul elle est Viola dans La Nuit des rois, également de William Shakespeare.
Elle commence une carrière au cinéma dans Sa Majesté se marie (1936) (Mädchenjahre einer Königin) d'Erich Engel. On la verra l'année suivante dans Le Cuirassé Sebastopol (1937) (Panzerkreuzer Sebastopol: « Weiße Sklaven ») de Karl Anton. Elle enchaîne quelques films jusqu'en 1942, puis cesse de tourner pendant quatorze ans. Elle revient au cinéma en 1956  avec Drei Mädchen im Endspiel (de) de Kurt Jung-Alsen et tournera encore quelques films et téléfilms jusqu'en 1961, dont Le Chant des matelots (Das Lied der Matrosen) de Kurt Maetzig et Günter Reisch. Elle met alors un terme à sa carrière.
Gabriele Hoffmann a été mariée au dramaturge Klaus Eidam (de) dans les années 1950.

## Filmographie

### Cinéma
- 1936 : Sa Majesté se marie (Mädchenjahre einer Königin) d'Erich Engel
- 1937 : Le Cuirassé Sebastopol (Panzerkreuzer Sebastopol: « Weiße Sklaven ») de Karl Anton
- 1937 : Die Kreutzersonate de Veit Harlan
- 1940 : Aus erster Ehe de Paul Verhoeven
- 1941 : Kopf hoch, Johannes! de Viktor de Kowa
- 1942 : Der Fall Rainer de Paul Verhoeven
- 1956 : Drei Mädchen im Endspiel (de) de Kurt Jung-Alsen
- 1957 : Die Schönste (de) d'Ernesto Remani (de)
- 1958 : Le Chant des matelots (Das Lied der Matrosen) de Kurt Maetzig et Günter Reisch
- 1959 : Kapitäne bleiben an Bord de Martin Hellberg
- 1959 : Musterknaben (de) de Johannes Knittel
- 1959 : Kapitäne bleiben an Bord de Martin Hellberg
- 1961 : Die Liebe und der Co-Pilot (de) de Richard Groschopp (de)

### Télévision
- 1956 : Johnny Belinda de John HanauHans et Joachim Hildebrandt (téléfilm)
- 1957 : Kasperle reißt aus de Ursula Nonnewitz (téléfilm)
- 1958 : Helenchen ist glücklich de Gerhard Klingenberg (téléfilm)
- 1959 : Hochzeit in Bostelwetz de Robert Trösch (téléfilm)

## Crédit d'auteurs
- (de) Cet article est partiellement ou en totalité issu de l’article de Wikipédia en allemand intitulé « Gabriele Hoffmann (Schauspielerin) » (voir la liste des auteurs).